# Федорченко Володимир Кирилович
Володи́мир Кири́лович Федо́рченко (нар. 14 червня 1939) — ректор Київського університету туризму, економіки і права, доктор педагогічних наук, професор, президент Асоціації навчальних закладів України туристського і готельного профілю, Заслужений працівник культури України.

## Життєпис
У 1987—2007 директор Київського технікуму готельного господарства.

## Родина
- Дочка, Федорченко Наталія Володимирівна, доктор юридичних наук, професор, головний науковий співробітник Інституту правотворчості та науково-правових експертиз НАН України.

## Основні праці
- «Історія туризму в Україні»
- «Педагогіка туризму»
- «Філософія туризму»
- «Теоретичні та методичні засади підготовки фахівців для сфери туризму»
- «Енциклопедичний словник-довідник з туризму»
- «Туризм социальный: история и современность»
- «Туризмологія: концептуальні засади теорії туризму»
- «Енциклопедія туризму»
- «Історія екскурсійної діяльності в Україні»: Навч. посіб. для студ. вищ. навч. закладів / Федорченко Володимир Кирилович, Костюкова Олена Миколаївна, Дьорова Тетяна Анатоліївна, Олексійко Микола Миколайович. Київський ун-т туризму, економіки і права. — К.: Кондор, 2004. — 166 с.
- «Перспективи розвитку туризму в Україні: збірник статей до ювілею В. К. Федорченка»
- Філософські нариси туризму / Андреєва Т. А. та ін. ; відп. ред. Пазенок В. С. ; Інститут філософії імені Г. С. Сковороди; Київський університет туризму, економіки і права (КУТЕП); Академія туризму України. — К. : [Укр. Центр духовн. культури], 2005. — 325 с. — ISBN 966-628-137-6

## Статті, інтерв'ю
- Туризм доби епідеміологічних небезпек і воєнного часу // Нове українське право, Вип. 2, 2022, c. 120—126.
- Договір таймшеру: принципи функціонування та виклики // Нове українське право, Вип. 1, 2024, 48-54.
- Українські ЗВО у міжнародних рейтингах та в умовах глобальних реформ — інтерв'ю з ректором КУТЕП // «Наука та метрика», 2020-01-28

## Нагороди
- Ордени «За заслуги» III і II ступенів
- Медаль «За трудову доблесть»
- Почесна грамота Кабінету Міністрів України
- Почесна грамота Верховної Ради України «За заслуги перед українським народом»